# Tanganyika-tó
A Tanganyika-tó tó Közép-Afrikában. A világ második legnagyobb vízmennyiségű tava a szibériai Bajkál-tó után.

## Elhelyezkedése
A tó a Nagy-hasadékvölgy nyugati ágában helyezkedik el egy hegyfalakkal határolt völgyben. Afrika legnagyobb hasadéktava, felülete alapján pedig a kontinens második legnagyobbja. Afrika legmélyebb tava és legnagyobb édesvíz tárolója. Kiterjedése észak-déli irányban 673 kilométer, átlagos szélessége 50 kilométer. Területe 32 892 négyzetkilométer, partvonala 1828 kilométer, átlagos mélysége 570 méter, legnagyobb mélysége 1470 méter (az északi medencében). Átlagos felületi hőmérséklete 25 C, pH-ja átlag 8.4.
A nagy mélység és a tropikus éghajlat (alacsony hőingás) miatt a víztömegek keveredése a tóban nagyon alacsony fokú, ami azt jelenti, hogy a mélyvíz úgynevezett „fosszilis víz”, ami anoxikus, azaz kevés benne az oxigén: meromiktikus tó .
A tó vízgyűjtő területe mintegy 231 ezer négyzetkilométer. Két nagy folyó ömlik bele és számos kisebb folyó és patak, a fő kifolyása a Lukuga, amely a Kongó vízgyűjtőjéhez tartozik. A tavat körbevevő magas hegyek miatt a gyűjtőterület viszonylag kicsi.
A fő befolyás a Ruzizi-folyó (északról, a Kivu-tóból) és Tanzánia második legnagyobb folyója, a Malagarasi-folyó (keletről). A Malaragasi a Tanganyika-tónál is öregebb, régebben a Kongó-folyóban folytatódott. 
A tavon négy ország osztozik: Burundi, Kongói Demokratikus Köztársaság (KDK), Tanzánia és Zambia. A KDK a tó 45%-át, Tanzánia 41%-át birtokolja. 

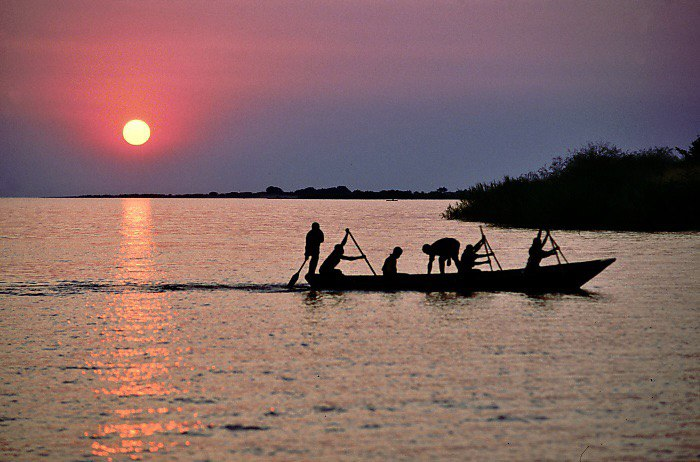
Halászok a Tanganyikán

## A halipar
A régió lakói számára a tóból kifogott halak jelentik a fő fehérjeforrást. Mintegy 45 ezer embert foglalkoztat közvetlenül a halfeldolgozás 800 helyen, de összesen körülbelül egymillió ember függ a halászattól, és a Tanganyika-tó halait egész Kelet-Afrikában fogyasztják. Az ipari méretű halászat az 1950-es években kezdődött, és meglehetősen megviselte a tó halpopulációját (1995-ben 180 ezer tonna halat fogtak ki a tóból). Emiatt a 80-as években még erejük teljében lévő halipari cégek közül mára sok összeomlott.